# Svitlodarsk
Svitlodarsk este un oraș din Ucraina.